# 桑名親光
桑名 親光（くわな ちかみつ）は、戦国時代から安土桃山時代にかけての武将。長宗我部氏の家臣。通称は太郎左衛門。

## 略歴
桑名丹後守重定の長男で、兄弟に平右衛門（次男）と親勝（三男）、従兄弟に桑名吉成（弥次兵衛）、子として藤次郎（五百蔵左馬進）がいる。
天正14年12月12日に戸次川の戦いで討死した。